# Acalyptris molleivora
Acalyptris molleivora is een vlinder van de familie van de dwergmineermotten (Nepticulidae), van de onderfamilie van de Nepticulinae. De wetenschappelijke naam van deze soort is voor het eerst voorgesteld als Niepeltia molleivora door Malcolm John Scoble in een publicatie uit 1980.

## Verspreiding
De soort komt voor in Zuid-Afrika.

## Waardplanten
De rups leeft op Combretum molle (Combretaceae).